# Israëlisch ontbijt

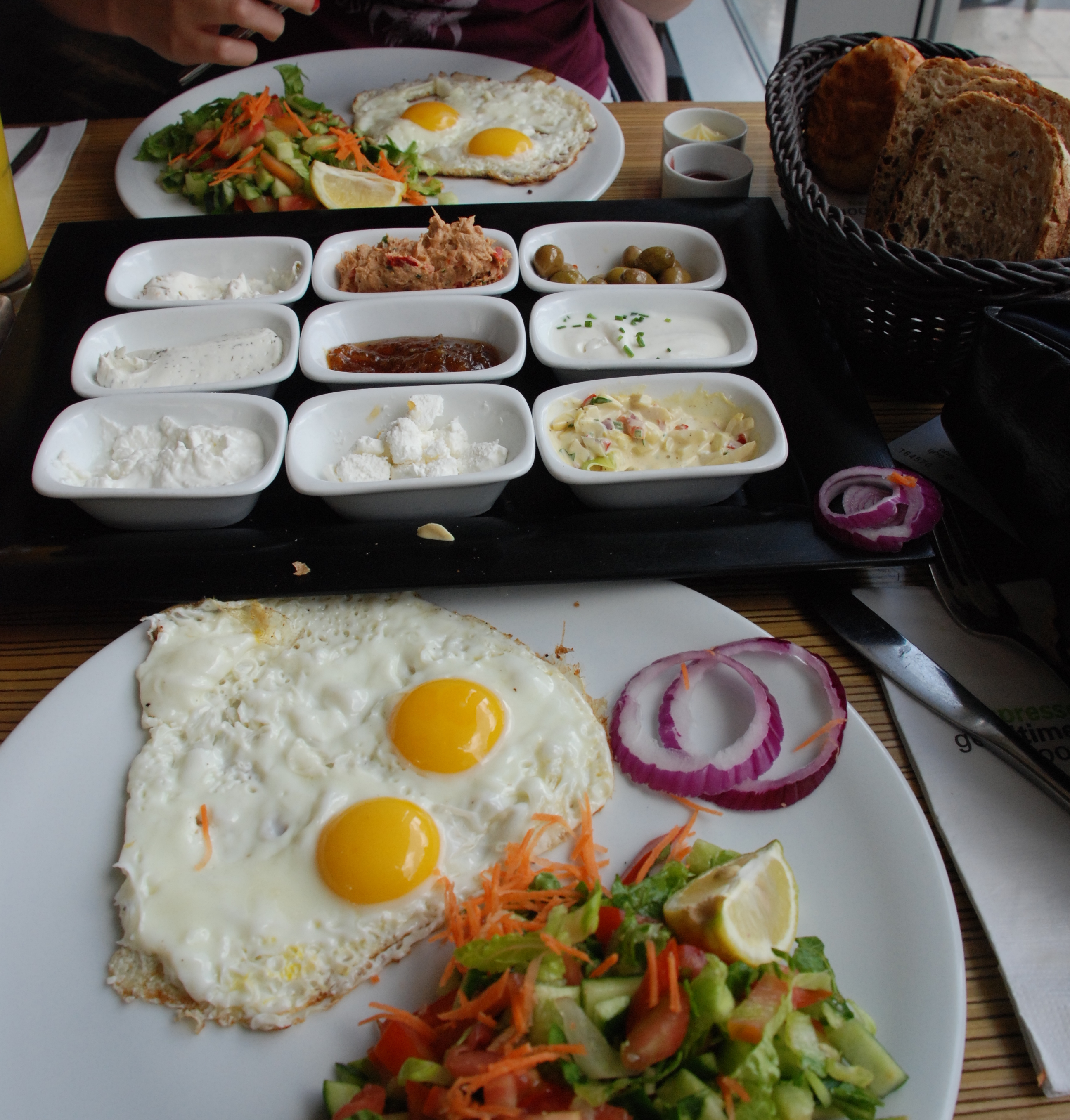
Een Israëlisch ontbijt met eieren, Israëlische salade, brood en verscheidene bijgerechten

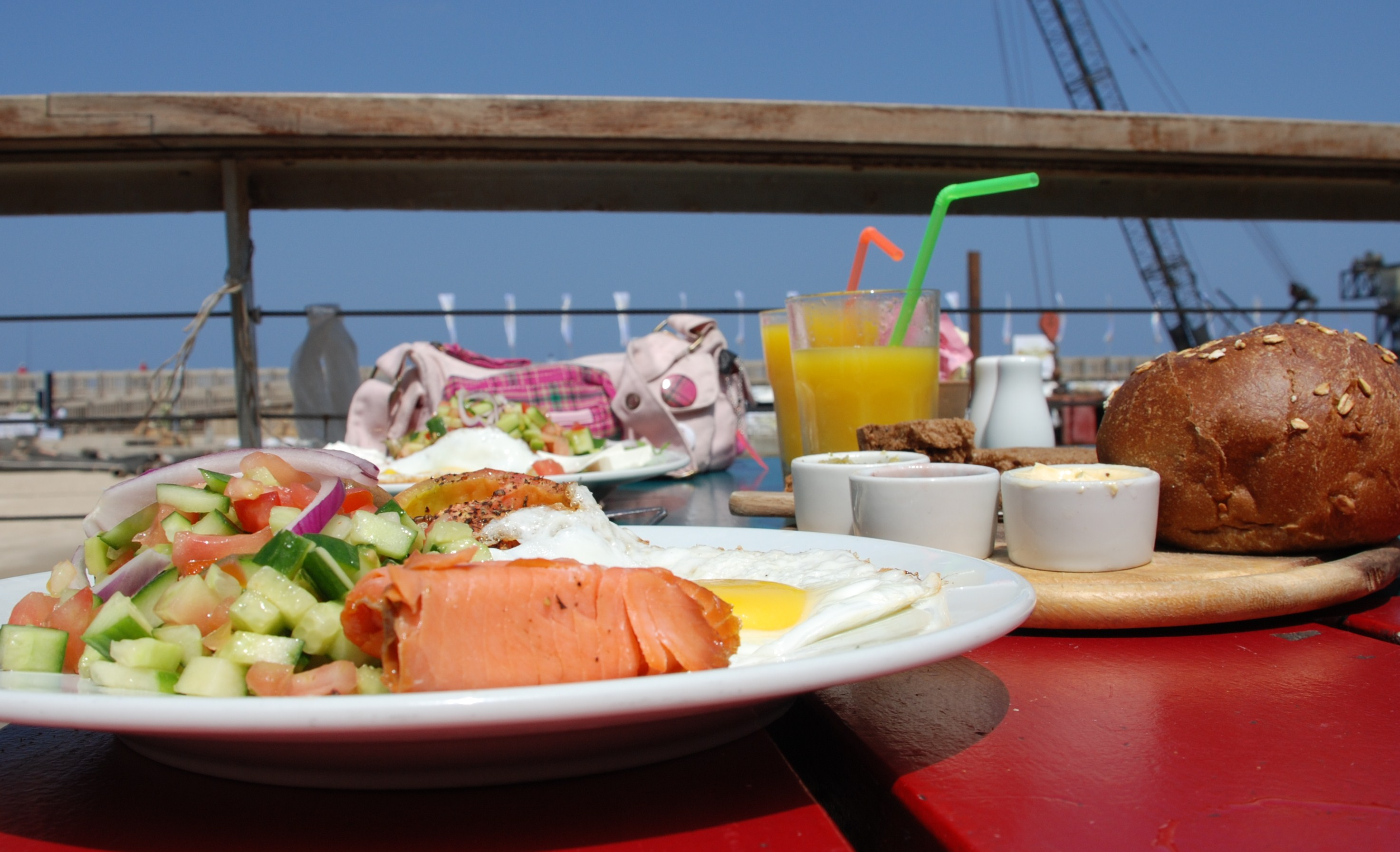
Israëlisch ontbijt in Tel Aviv

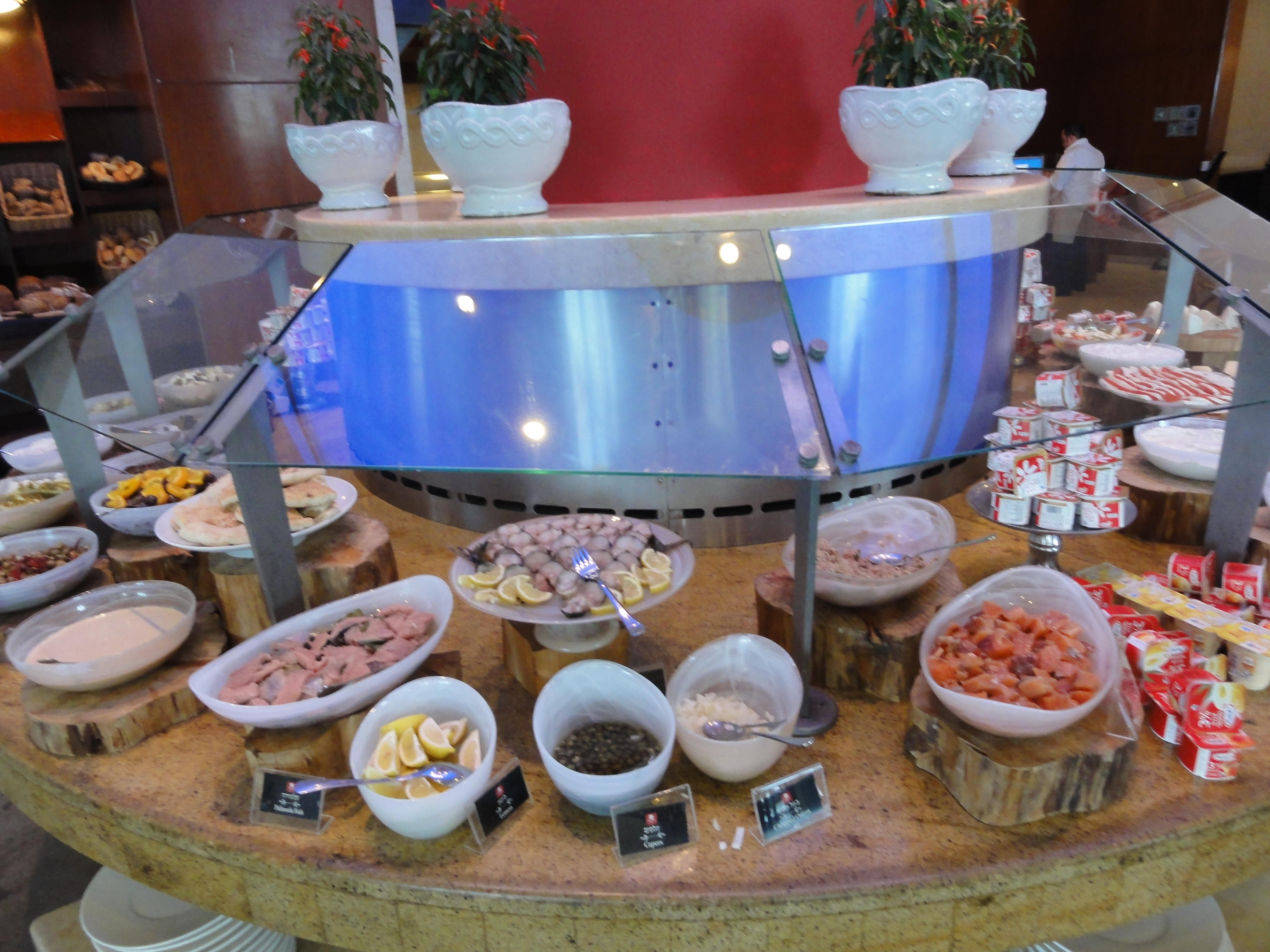
Ontbijtbuffet in Haifa

Een Israëlisch ontbijt is een onderscheidend type ontbijt dat is ontstaan op de kibboets, een collectieve landbouwnederzetting. Dit ontbijttype wordt geserveerd in de meeste hotels in Israël en in veel restaurants. Israëlisch ontbijt wordt de "bijdrage van de Joodse staat aan de wereldkeuken" genoemd.

## Geschiedenis
In de begindagen van de in 1948 opgerichte Israëlische staat nuttigden bewoners van kibboetsen de maaltijden in gemeenschappelijke eetzalen. Het was gebruikelijk voor de kibboetsbewoners om vroeg in de ochtend een lichte versnapering te eten alvorens enkele uren op het land te werken. Halverwege de ochtend keerde men terug naar de eetzaal voor een hartig buffet, vergelijkbaar met een brunch. In de jaren 1950 begonnen Israëlische hotels met het promoten van het "Israëlische ontbijt" dat gebaseerd was op het kibboetsontbijt. In 1979 besloten leden van de Jerusalem Hotel Association en de Israeli Hotel Owners Association tot het uitfaseren van dit complete Israëlische ontbijt. Het ontbijt in hotels zou vervangen moeten worden door een eenvoudiger continentaal ontbijt teneinde de kosten te verminderen. Deze besparingspoging was niet succesvol en de traditie van een hartig ontbijtbuffet bleef bestaan.

## Kenmerkende gerechten
In Israëlische hotels wordt het Israëlisch ontbijt gewoonlijk aangeboden als zelfbedieningsbuffet. In kleinere restaurants is er vaak een gestandaardiseerd menu met tafelbediening. Het ontbijt kent in tegenstelling tot dat
in veel andere landen geen vlees zoals ham en spek. Volgens de kasjroet is varkensvlees verboden en mogen maaltijden niet tegelijkertijd vlees en zuivel bevatten. Het Israëlische ontbijt is een zuivelmaaltijd met diverse soorten kaas. Vis wordt echter als parwe (neutraal) beschouwd en is toegestaan bij een zuivelmaaltijd. Haring, sardines en zalm zijn veelvoorkomende onderdelen van het Israëlisch ontbijt.
Daarnaast zijn ook eigerechten populair. Een voorbeeld hiervan is shakshouka, waarbij eieren in tomatensaus gepocheerd worden. 
Andere Midden-Oosterse gerechten die deel uitmaken van Israëlisch ontbijt zijn Israëlische salade, hummus, tahin, halloumi, ful medames, baba ganoush en de yoghurtsoort labaneh. Verse groenten zijn gebruikelijk, zoals tomaat, komkommer, groene chilipeper, radijs, ui, olijven, geraspte wortel en salades. Koffie, thee, vers fruit, vruchtensap, brood en gebak maken het menu compleet.